# بنان (تونس)
بنان (به عربی: بنان) یک شهرک در تونس است که در استان منستیر واقع شده‌است.